# Dicranostigma
Dicranostigma es un género  de plantas herbáceas de la familia de las papaveráceas. Comprende 9 especies descritas y de estas, solo 8 aceptadas.
Las especies que son nativas del Himalaya y el oeste de China. Aunque se asemeja a las Glaucium, tienen estigmas con dos lóbulos y sólo trazas de los "cuernos".

## Taxonomía
El género  fue descrito por Hook.f. & Thomson y publicado en Flora Indica: Being a Systematic Account of the Plants of British India 1: 255. 1855. La especie tipo es: Dicranostigma lactucoides Hook.f. & Thomson		
Etimología
Dicranostigma: nombre genérico que deriva del griego Dikranos, "dos cabezas", y stegos, "cubierta", por el cáliz de dos horquillas.

## Especies
- Dicranostigma erectum K.-F.Günther
- Dicranostigma fimbrilligerum (Boiss.) C.H.An
- Dicranostigma franchetianum (Prain) Fedde
- Dicranostigma henanense S.Y.Wang & L.H.Wu
- Dicranostigma iliensis C.Y.Wu & H.Chuang
- Dicranostigma lactucoides Hook.f. & Thomson
- Dicranostigma leptopodum (Maxim.) Fedde
- Dicranostigma platycarpum C.Y.Wu & H.Chuang